# Орден Андрія Глінки
Орден Андрія Глінки (словац. Rad Andreja Hlinku) — орден Словаччини. Друга за старшинством державна нагорода країни після ордена Подвійного білого хреста (проте перша в послідовності, призначена винятково для громадян Словацької Республіки). Носить ім'я Андрія Глінки (1864—1938), словацького католицького священика, діяча національного відродження і політика, якого в Словаччині називають батьком нації.
Орден заснований Законом від 2 лютого 1994 року № 37/1994 та спочатку повинен був вручатися до 2003 року включно. На підставі Закону від 6 листопада 2008 року № 552/2008 орден Андрія Глінки відновлений в нинішній системі державних нагород республіки. Вручається Президентом Словацької Республіки за пропозицією Уряду Словаччини. Нагороди вручаються з нагоди ювілеїв Словацької Республіки.

## Підстави нагородження
Орденом нагороджуються громадяни Словаччини за видатні заслуги у створенні Словацької Республіки. Кожен Президент Словацької Республіки є кавалером ордена Андрія Глінки першого класу.

## Класи ордену
Орден має три класи. Найвищий — 1-й клас.
| I класу | II класу | III класу |

Першим у списку нагороджених у 1997 році був Андрій Глінка (посмертно).